# Dynaspidiotus abieticola
Dynaspidiotus abieticola är en insektsart som först beskrevs av Koroneos 1934.  Dynaspidiotus abieticola ingår i släktet Dynaspidiotus och familjen pansarsköldlöss. Inga underarter finns listade i Catalogue of Life.